# Assembleia Nacional da Arménia
A Assembleia Nacional (em armênio: Ազգային Ժողով, transl. Azgayin Joghov) da Armênia(pt-BR) ou Arménia(pt-PT?) é o órgão legislativo do governo daquele país.

## História
Até a promulgação do Hatt-i Sharif, de 1839, o Patriarca Armênio de Constantinopla e seus clientes, dentro de seus limites, possuíam autoridade sobre os armênios que habitavam o Império Otomano. O primeiro passo para a atividade parlamentar constitucional, ainda no século XVIII, foi dado com a Constituição Nacional Armênia de 1860, e com o início das sessões da Assembleia Nacional Armênia, que contava com 140 membros. Ambas tratavam da atividade doméstica dos armênios no Império Otomano, bem como questões culturais, religiosas, educacionais e nacionais.
A revolução de fevereiro de 1917 provocou mudanças e alterações sócio-políticas na enorme Armênia russa; iniciou-se um processo de democratização, com a República Democrática da Armênia, e a vida nacional, juntamente com uma consciência nacional, foram estimulados pelos conselhos nacionais armênios, que fundaram o Congresso Armênio dos Armênios Orientais. Por iniciativa dos partidos políticos armênios, principalmente da Federação Revolucionária Armênia, o Congresso Nacional Armênio foi reunido, no fim de setembro e início de outubro daquele ano. Este congresso, realizado em Tiflis (atual Tbilisi, capital da Geórgia), reuniu 203 representantes, e proclamou a Primeira República Armênia.

## Atualmente
A Assembleia Nacional é um órgão unicameral, composto por 101 membros eleitos para mandatos de quatro anos, com assentos adicionais, podendo chegar à 200 membros em casos raros: Os assentos destinados à representação proporcional na Assembleia Nacional são divididos com base numa lista de partidos composta pelos partidos políticos que recebam pelo menos 5% do total do número de votos. O atual presidente da Assembleia Nacional é Alen Simonyan, desde 2021.
O organismo que antecedeu a Assembleia Nacional foi o Soviete Supremo.

## Composição Atual
| Partido | Partido                       | Ideologia                | Espectro                 | Membros  | Status   |
| ------- | ----------------------------- | ------------------------ | ------------------------ | -------- | -------- |
|         | Contrato Civil [en]           | Liberalismo              | Centro                   | 71 / 107 | Governo  |
|         | Aliança Armênia [en]          | Nacionalismo             | Centro-esquerda          | 29 / 107 | Oposição |
|         | Aliança "Eu Tenho Honra" [en] | Conservadorismo nacional | Centro-direita à Direita | 6 / 107  | Oposição |
|         | Independentes                 |                          |                          | 1 / 107  | Oposição |

## Presidentes do Soviete Supremo da Armênia (1938-1990)
- Khachik Hakobdjanian 1938-1943
- Aghasi Sargsian 1943-1944
- Simak Sahakian 1944-1961
- Edward Toptchian 1961-1971
- Rouben Parsamian 1971-1972
- Artsrun Gasparian 1972-1975
- Sergey Hambardzumian 1975-1980
- Samson Tonotyan 1980-1990

## Presidentes do Conselho Supremo
- Levon Ter-Petrossian 4 de agosto de 1990-11 de novembro de 1991
- Babken Ararktsyan 24 de dezembro de 1991-27 de julho de 1995

## Presidentes da Assembleia Nacional
- Babken Ararktsyan 27 de julho de 1995 – 4 de fevereiro de 1998
- Khosrov Haroutyounyan 4 de fevereiro de 1998 – 11 de junho de 1999
- Karen Demirchyan 11 de junho de 1999 – 27 de outubro de 1999 (assassinado com Vazgen Sargsyan)
- Armen Khachatryan 2 de novembro de 1999 – 12 de junho de 2003
- Artur Baghdasaryan 12 de junho de 2003 – 1 de junho de 2006
- Tigran Torosyan 1 de junho de 2006 – 26 de setembro de 2008
- Hrayr Karapetyan 26 de setembro de 2008 – 29 de setembro de 2008
- Hovik Abrahamyan 28 de setembro de 2008 – 13 de abril de 2014
- Galust Sahakyan 29 de abril de 2014 – 18 de maio de 2017
- Ara Babloyan 18 de maio de 2017 – 14 de janeiro de 2019
- Ararat Mirzoyan 14 de janeiro de 2019 – 2 de agosto de 2021
- Alen Simonyan 2 de agosto de 2021 – atualidade